# Rapport Grégoire
Le Rapport sur la nécessité et les moyens d'anéantir les patois et d'universaliser l'usage de la langue française, ou Rapport Grégoire, est un rapport rédigé par Henri Grégoire (surnommé l'abbé Grégoire) et présenté à la Convention nationale le 4 juin 1794 (16 prairial an II) sur l'état de la langue française en France.

## Présentation
L'Abbé Grégoire y écrit :

« On peut uniformer le langage d’une grande nation… Cette entreprise qui ne fut pleinement exécutée chez aucun peuple, est digne du peuple français, qui centralise toutes les branches de l’organisation sociale et qui doit être jaloux de consacrer au plus tôt, dans une République une et indivisible, l’usage unique et invariable de la langue de la liberté. »

Le rapport s'appuie sur une véritable enquête sociolinguistique, les réponses à un questionnaire de pas moins de quarante-trois réponses relatives aux aspects internes et externes de la variété de langue parlée localement et aux mœurs et coutumes de la population. L'abbé Grégoire avait distribué son questionnaire à de nombreux collaborateurs formant un véritable réseau d'informateurs sur l'ensemble du territoire de la France. La conclusion soutenue devant la Convention est qu'à peine un Français sur cinq  a une connaissance active et passive de la langue nationale telle que pratiquée à la Convention et dans le peuple de Paris. On se rend compte à ce moment que la situation linguistique repose sur une grande diversité où prédominent un grand nombre de langues (patois) mutuellement inintelligibles alors que la langue de la Révolution est usitée « même dans le Canada et sur les bords du Mississippi ».
Cette dernière constatation a soulevé la question de la langue des émigrants qui ont peuplé le Canada aux XVIIe et XVIIIe siècles et mené à la formulation d'hypothèses d'un choc des patois se situant ou avant ou après le départ des colons.